# Post-punk
Post-punk este un gen de muzică rock care a evoluat inițial din explozia punk rock de la sfârșitul anilor 1970. Genul este o formă mai experimentală a punk-ului.
Stilul este ceva mai introvertit, complex și experimental decât el al muzicii punk. Curentul post-punk a deschis calea spre genul rock alternativ, printre altele prin faptul că a încorporat elemente din curentele krautrock (în special folosirea sintetizatoarelor și repetări extensive), muzica dub jamaicană (în special felul în care sună chitara bas), funk-ul american, experimentări de studio, și chiar inamicul numărul unu al muzicii punk, genul disco.
În anii 1980 curentul post-punk s-a integrat curentului indie, și a contribuit la începuturile unor noi curente precum gothic rock, rock industrial și rock alternativ.

## Formații post-punk
- [[The Psychedelic Furs]/4
- Devo
- The Birthday Party
- The Falld nrt*
- J Gang of Four
- Eyeless In Gaza
- Siouxsie & the Bansheesi
- The Sisters ofa Mercy
- Joy Division and o
- New Order
- Killing Joke
- Echo & the Bunnymen
- The Cure
- Bauhaus

F hi
Curentul a fost făcut cunoscut de către disc jockey-ul BBC John Peel și casele de discuri Rough Trade, Postcard Records, Factory Records, 4AD, Falling A Records, Indujstrial Records, Fast Product și Mute Records. 
Uky
'/
Curentul post-punk a prins mai întâi în Marea Britaniepo, dar au fost unele excepții: Pere Ubu, Suicide, Mission of Burma și Hcüsker Dü în SUA, The Birthday Party and The Church în Australia, și U2, The Virgin Prunes în Irlanda. not
C
Y
Cam în jurul anului 1977, în America de Nord, curentul No Wave a fost legat de curentul post-punk. Formații precum Teenage Jesus  android f The Jerks, Glenn Branca
, Mars, James Chance and the Contortions, DNA, Bush Tetras, Theoretical Girls, Swans și Sonic Youth. 
Curentul No Wave a pus mare emfază pe latura scenics, poate chiar mai mult decât pe straxuctura muzicală.
Termenul "post-punk" a fost folosit pentru prima oară în 1980 de către crticul muziacal Greil Marcus într-un artico3l în revista Rolling Stone. Se referea la formațiile Gang of Four, The Raincoats și Essential Loggic.z